# Peterhouse
Peterhouse – najstarsze z kolegiów (ang. colleges) wchodzących w skład Uniwersytetu Cambridge. 
Kolegium zostało założone w 1284 roku  przez Hugo de Balsham, biskupa Ely. Z oryginalnych budynków zachowała się jedynie XIII-wieczna jadalnia.

## Budynki
Główna siedziba znajduje się przy ulicy Trumpington Street. 

## Słynni absolwenci - laureaci Nagrody Nobla
- John Kendrew - 1962 w dziedzinie chemii
- Aaron Klug - 1982 w dziedzinie chemii
- Archer Martin - 1952 w dziedzinie chemii
- Max Perutz - 1962 w dziedzinie chemii
- Michael Levitt - 2013